# Gustav Westphalen
Gustav Westphalen (* 23. August 1871 in Hamburg; † 4. Juli 1932 ebenda) war ein deutscher Gewerkschaftsfunktionär.

## Leben und Wirken
Gustav Westphalen absolvierte eine Ausbildung als Tischler und trat in den Deutschen Tischler-Verband ein. 1893 nahm er an der konstituierenden Sitzung des Deutschen Holzarbeiterverbands in St. Pauli teil, die auch von freigewerkschaftlichen Pinsel- und Bürstenmachern, Drechslern, Stellmachern und Tischlern besucht wurde. Westphalen übernahm zunächst das Amt des Bezirkskassierers, 1894 die Position des Schriftführers der Hamburger Zahlstelle, um kurz darauf erneut zu kassieren. Während dieser Zeit versuchte er vehement, die bestehenden Arbeitschutzgesetze zu optimieren.
Im August 1898 wählten Mitglieder des ein Jahr zuvor gegründeten Verbandes der Eisenbahner Deutschlands Gustav Westphalen zum Bevollmächtigten der Ortsgruppe Hamburg I. Die freigewerkschaftliche Organisation von Eisenbahnern unter Leitung von Heinrich Bürger hatte anfangs Erfolge in eigener Sache erzielen können, war dann jedoch von der Bahnverwaltung hart angegangen worden. Der Verband galt daher als halblegal; eine Übernahme von Funktionärsposten war daher nur „Nichteisenbahnern“ möglich. Dies war der Grund für die Wahl Westphalens, der sich auch weiterhin im Holzarbeiterverband engagierte. Ab 1899 vertrat er die Eisenbahnern bei Sitzungen des Hamburger Gewerkschaftskartells und wiederholt bei Tagungen des Verbandes der Eisenbahner Deutschlands.
1906 übernahm Westphalen den Vorsitz der Eisenbahnergewerkschaft von Hermann Jochade. Da die Mitgliederanzahl der Organisation gering war, drohte ihr ein Anschluss an den Deutschen Transportarbeiter-Verband. Westphalen versuchte, die Eigenständigkeit der Gewerkschaft zu bewahren, was ihm jedoch nicht gelang. Vertreter beider Organisationen beschlossen 1908 eine Fusion, die 1909 umgesetzt wurde. Westphalen gab darauf seinen Widerstand auf und förderte den Integrationsprozess der Eisenbahnerorganisation in den Transportverband.
Neben dem Engagement in den Gewerkschaften arbeitete Westphalen ab 1904 als selbstständiger Tischler in Barmbek. Ab 1913 hatte er eine Meisterstelle als Tischler auf dem Billhorner Deich. Für einige Zeit unterhielt er gemeinsam mit seinem Sohn eine eigene Tischlerei.